# Onesse-Laharie
Onesse-et-Laharie é uma comuna francesa na região administrativa da Nova Aquitânia, no departamento Landes. Estende-se por uma área de 140,14 km². Em 2010 a comuna tinha 1 037 habitantes (densidade: 7,4 hab./km²).